# Wilkinsara
× Wilkinsara, (abreviado Wknsra) en el comercio, es un híbrido intergenérico entre los géneros de orquídeas Ascocentrum × Vandopsis. Fue publicado en Orchid Rev. 81(958) cppo: 10 (1973).